# 18796 Acosta
18796 Acosta (1999 JH64) là một tiểu hành tinh vành đai chính được phát hiện ngày 10 tháng 5 năm 1999 bởi nhóm nghiên cứu tiểu hành tinh gần Trái Đất phòng thí nghiệm Lincoln ở Socorro. 18796 Acota is được đặt theo tên của a student, Iyen Abdon Acosta, for building an award winning science project.